# اكمة الحميراء (السياني)

تعديل مصدري - تعديل

اكمة الحميراء محلة تابعة لقرية الحميراء، التابعة لعزلة الازارق بمديرية السياني إحدى مديريات محافظة إب في الجمهورية اليمنية.، بلغ تعداد سكانها 20 حسب تعداد اليمن لعام 2004.